# Église Saint-Martin de Montreuil-aux-Lions
Pour les articles homonymes, voir Église Saint-Martin.
L'église Saint-Martin est une église située à Montreuil-aux-Lions, en France.

## Localisation
L'église est située sur la commune de Montreuil-aux-Lions, dans le département de l'Aisne.

## Historique
Le monument est classé au titre des monuments historiques en 1921.